# Smith & Wesson Classic Pistols
 (mars 2020).
Si vous disposez d'ouvrages ou d'articles de référence ou si vous connaissez des sites web de qualité traitant du thème abordé ici, merci de compléter l'article en donnant les références utiles à sa vérifiabilité et en les liant à la section « Notes et références ».

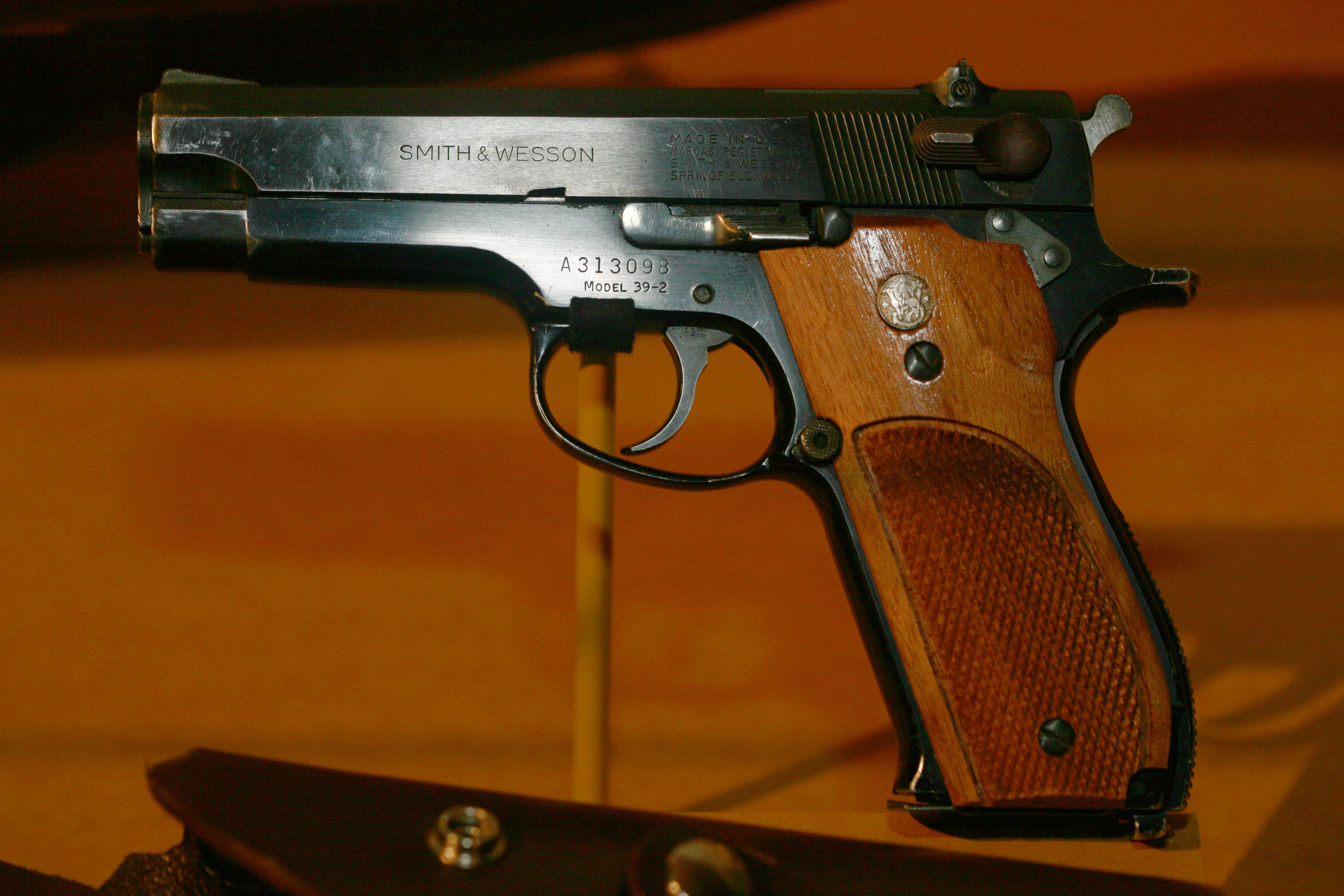
Le S&W M39 : le Premier des PA de la marque vendu à partir de 1955

Le terme Classic Pistols désigne un ensemble de pistolets semi-automatiques produits par Smith & Wesson sur une période de plus de 40 ans. Le constructeur distingue trois générations d'armes qui sont toutes construites à partir des deux mêmes modèles de base de première génération. 

## Armes de première génération
Développés à partir de 1949 en s'inspirant du Browning Hi-Power et commercialisés en 1955, les deux modèles de première génération sont le Smith & Wesson mod. 39 et le Smith & Wesson mod. 59. Ces deux armes très similaires sont chambrées en 9 mm Parabellum et se distinguent par la capacité de leur chargeur, respectivement 8 et 14 coups.

## Armes de seconde génération
Les armes de seconde génération ont été introduites à partir de 1980. Le M39 et le M59 ont été déclinés en un plus grand nombre de modèles, avec des versions compactes, des matériaux plus légers ainsi que quelques armes chambrées en .45 ACP. Elles bénéficient également d'une sécurité accrue et d'un certain nombre d'améliorations. Les armes de seconde génération sont désignées par un code de 3 chiffres qui permet de se faire décrire rapidement l'arme.
Le premier chiffre de la série désigne les matériaux utilisés :
| 4xx                             | 5xx                          | 6xx                          |
| ------------------------------- | ---------------------------- | ---------------------------- |
| Carcasse en alliage d'aluminium | Carcasse en acier au carbone | Carcasse en acier inoxydable |

Les seconds chiffres de la série désignent le type de carcasse :
| x39                   | x59                  | x69                                  |
| --------------------- | -------------------- | ------------------------------------ |
| 9 mm capacité normale | 9 mm grande capacité | 9 mm arme compacte et haute capacité |

Hors de ce système de désignation, un certain nombre de modèles, dont certains chambrés en .45 ACP ont également été produits.

## Armes de troisième génération
Les armes de troisième génération ont été introduites à partir de 1990 avec encore plus de calibres disponibles et l'utilisation de matériaux plus modernes pour certaines pièces, mais pas de façon aussi radicale qu'avec le Glock17. Les pistolets de la troisième génération sont désignés par un code à 4 chiffres.
Les deux premiers chiffres désignent le calibre et la capacité :
| 39xx                  | 59xx                 | 69xx                                 | 40xx    | 10xx       | 45xx    |
| --------------------- | -------------------- | ------------------------------------ | ------- | ---------- | ------- |
| 9 mm capacité normale | 9 mm grande capacité | 9 mm arme compacte et haute capacité | .40 S&W | 10 mm Auto | .45 ACP |

Le troisième chiffre désigne le type de détente et de carcasse :
| xx4x                    | xx5x                             | xx8x                    | xx2x                         | xx3x                         | xx7x                                  | xx0x          | xx1x                  | xx6x                          |
| ----------------------- | -------------------------------- | ----------------------- | ---------------------------- | ---------------------------- | ------------------------------------- | ------------- | --------------------- | ----------------------------- |
| double action seulement | double action seulement, compact | double action seulement | double action et désarmement | double action et désarmement | double action et désarmement, compact | double action | double action compact | double action grande carcasse |

Le quatrième chiffre indique les matériaux utilisés pour la carcasse :
| xxx3                | xxx6             |
| ------------------- | ---------------- |
| alliage d'aluminium | acier inoxydable |

## Liste des principaux modèles de pistolets Smith & Wesson
| Modèle         | Génération | Calibre         | Longueur | Longueur du canon | Poids non chargé | Capacité |
| -------------- | ---------- | --------------- | -------- | ----------------- | ---------------- | -------- |
| 39             | 1          | 9 mm Parabellum | 19,2 cm  | 10,2 cm           | 0,780 kg         | 8        |
| 59             | 1          | 9 mm Parabellum | 19,2 cm  | 10,2 cm           | 0,870 kg         | 14       |
| 459            | 2          | 9 mm Parabellum | 19,2 cm  | 10,2 cm           | 0,880 kg         | 14       |
| 559            | 2          | 9 mm Parabellum | 19,2 cm  | 10,2 cm           | 1,414 kg         | 14       |
| 659            | 2          | 9 mm Parabellum | 19,2 cm  | 10,2 cm           | 1,414 kg         | 14       |
| 469            | 2          | 9 mm Parabellum | 17,5 cm  | 8,9 cm            | 0,730 kg         | 12       |
| 669            | 2          | 9 mm Parabellum | 17,5 cm  | 8,9 cm            | 0,745 kg         | 12       |
| 457            | 2          | .45 ACP         | 18,4 cm  | 9,5 cm            | 0,812 kg         | 7        |
| 645            | 2          | .45 ACP         | 22,5 cm  | 12,7 cm           | 0,974 kg         | 8        |
| 745            | 2          | .45 ACP         | 21,9 cm  | 12,7 cm           | 1,065 kg         | 8        |
| 908            | 2          | 9 mm Parabellum | 17,3     | 8,9 cm            | 0,670 kg         | 8        |
| 910            | 2          | 9 mm Parabellum | 18,7     | 10,2 cm           | 0,790 kg         | 15       |
| 945            | 2          | .45 ACP         | 22,2 cm  | 12,7 cm           | 1,176 kg         | 8        |
| 3913/3953      | 3          | 9 mm Parabellum | 17,1 cm  | 8,9 cm            | 0,700 kg         | 8        |
| 5906/5946      | 3          | 9 mm Parabellum | 19 cm    | 10,2 cm           | 1,072 kg         | 10       |
| 5903/5943      | 3          | 9 mm Parabellum | 19 cm    | 10,2 cm           | 0,809 kg         | 10       |
| 4013/4053      | 3          | .40 SW          | 17,1 cm  | 8,9 cm            | 0,750 kg         | 9        |
| 4006/4046      | 3          | .40 SW          | 19 cm    | 10,2 cm           | 1,058 kg         | 10       |
| 4003/4043      | 3          | .40 SW          | 19 cm    | 10,2 cm           | 0,800 kg         | 10       |
| 1006/1026/1046 | 3          | 10 mm Auto      | 22,5 cm  | 12,7 cm           | 1,077/1,092 kg   | 9        |
| 1066/1076/1086 | 3          | 10 mm Auto      | 20 cm    | 10,2 cm           | 1,045 kg         | 9        |
| 4513/4553      | 3          | .45 ACP         | 19,6 cm  | 9,5 cm            | 0,800 kg         | 7        |
| 4566/4586      | 3          | .45 ACP         | 20 cm    | 10,8 cm           | 1,094 kg         | 8        |
| 4563/4583      | 3          | .45 ACP         | 20 cm    | 10,8 cm           | 0,856 kg         | 8        |

## Diffusion
L'utilisateur le plus connu en fut le FBI qui autorisa ses membres à s'armer de S&W Model 5906, S&W Model 6906, S&W Model 4506, S&W Model 4516 et le S&W Model 1076 (ce dernier ayant été conçu spécialement pour cette agence fédérale). Côtoyant les Beretta 92FS, SIG P220, SIG P225, SIG P226 et SIG P228, ils furent utilisés jusqu'à l'arrivée sur cette liste des Glock 22 et Glock 23 en 1998.

### Séries 39/59/439/459/469/539/559/639/659/669
Ces armes de 1re et 2e génération eut du succès sur les marchés civils. Mais il arma aussi les policiers et militaires :
- États-Unis :
  - Las Vegas Metropolitan Police Department: dès 1973, les policiers de Las Vegas purent utiliser des S&W Model 59 puis des S&W Model 559 (années 1980) et enfin des S&W Model 5906. Mais depuis les années 1990 la majeure partie des officiers du LVMPD ont choisi les Glock 22 tandis que les personnels en civil opte pour le Glock 23.
  - CIA (Modèle 39)
  - Illinois State Police (Modèles 39/439/459/469)
  - Forces armées : emploi limité lors de la guerre du Viêtnam (Modèles 39 pour l'US Navy/Hush Puppy pour les Navy Seals
  - LAPD (Modèles 659/645).

### Séries 9XX/39XX/59XX/69XX
Avec le succès des campagnes Buy American, la série des 9XX/39XX/5900 fût notamment ou est encore (à la fin des années 2000) en service dans les :
- États-Unis :LAPD (Modèles 5903, 5904, 5906 assurant la transition entre le Beretta 92 et le Glock 22), New York City Police Department (Modèles 5946, 3943 conjointement avec les Glock 19 et SIG P226) et Honolulu Police Department (Modèle 5906). L'Atlanta Police Department se dota de Modèles 5903, 5943 et 6904 (pour la Division des investigations criminelles) jusqu'en 2004. De même que l'Illinois State Police (Modèles 5904/6904).
- Canada : En raison de son utilisation par la Gendarmerie royale du Canada, la majorité des officiers de police canadiens utilise encore des Smith & Wesson 5946 . La GRC possède aussi des Modèles 3943.
- Porto Rico : le Puerto Rico Police Department utilise le Modèle 5906.

### Séries 4XX/40XX/45XX
États-Unis :
- les S&W 40XX furent acquis par la célèbre California Highway Patrol mais aussi les Atlanta Police Department (Modèle 4003 TSW de 2004 à 2008, transition entre les 59403 et S&W MP40), California Department of Parks and Recreation, Alaska State Troopers et Colorado State Patrol (retiré du service en 2008).
- Moins populaire le Modèle 4506 et ses variantes furent notamment utilisés par le Hartford Police Department, le Los Angeles Police Department (4506, 4566, 4567, 5903 TSW, 4569 TSW et 4566 TSW) ou la New Mexico State Police dans les années 1990

### Série 10XX
Comme sa munition (le 10 mm Auto), la diffusion des dérivés du 1006 eut peu d'acquéreurs officiels à l'exception de quelques services de polices dont la Virginia State Police suivant l'exemple du FBI.